# Earth, Wind & Fire
Earth, Wind & Fire (скорочено EWF) — американський гурт, що грає R&B, соул, фанк, джаз, диско, поп і рок, заснований у 1969 році Морісом Вайтом в Чикаго. Вважається одним з найбільш успішних і впливових гуртів XX століття.

## Історія
Колектив був утворений з ініціативи барабанщика Моріса Вайта, що грав до цього в Ramsey Lewis Trio і Salty Peppers. Компанію музикантові спочатку склали Шеррі Скотт (вокал), Філлард Вільямс (перкусія), Вердайн Вайт (бас), Майкл Біл (гітара), Честер Вашингтон (саксофон), Леслі Дрейтон (труба), Алекс Томас (тромбон, аранжування) і Уейд Флемонс (клавішні, вокал). Перші два альбоми гурту, «Earth, Wind & Fire» і «The Need of Love» викликали бурхливі захоплення критиків, а сингл «I Think About Lovin You» потрапив в Топ 40 ритм-енд-блюзових чартів. Втім, успіх не сприяв єдності колективу, і група швидко розпалася.
У 1972-му брати Вайт зібрали новий склад, до якої увійшли Джесіка Клівс (вокал), Ронні Лос (флейта, саксофон), Роланд Батіста (гітара), Ларі Данн (клавішні), Ральф Джонсон (перкусія) і Філіп Бейлі (вокал). Лейбл Warner Bros. толком не розуміли, що робити зі своїми підопічними, тому коли Earth, Wind And Fire захотілі перекупити Columbia Records, контракт був відданий в нові руки без проблем. У 1972-му колектив дебютував на Columbia Records з альбомом «Last Days & Time».
До наступного диска команда прийшла в трохи зміненому складі: замість Лосано і Батісти з'явилися саксофоніст Ендрю Вулфолк і гітаристи Ел Маккей і Джонні Грем. Альбом «Head To The Sky» супроводжувався двома хітами, «Evil» і «Keep Your Head To The Sky», але більш вагомий успіх був ще попереду. Записаний вже без Джессіки диск «Open Our Eyes» приніс колективу перше платину, а в 1975-му гурт піднісся на саму вершину національних поп-чартів з піснею «Shining Star» з альбому «That s The Way Of The World». Лейбл відчув запах великих грошей і в терміновому порядку зажадав від музикантів ще одну платівку. Попри поспіх, робота над «Gratitude» завершилася вдало, і цей альбом став двічі платиновим, що для «чорної» групи було дуже великим досягненням. До речі, на той час Джонсон перемикнувся на вокал, а перкусія перейшла до третього брата-Вайта, Фреді.
Друга половина 70-х для Earth, Wind And Fire була відзначена ще трьома успішними альбомами: «Spirit», «All N All» і «I Am». У 1979-му група з аншлагами гастролювала по Європі і Японії, а її денс-шлягер «Boogie Wonderland» займав перші рядки в хіт-парадах багатьох країн. Надалі справи колективу пішли на спад і наступна робота, «Faces», досягла всього лише золотий позначки. Після цього альбому гурт покинув МакКей, а на його місце повернувся Батіста, додав в саунд жорсткості.
Наступні два альбоми супроводжувалися кількома хітами, в тому числі і гремміносним «I Wanna Be With You». Однак диск «Electric Universe», що вийшов у 1983, виявився настільки невдалим, що проєкт на цілих чотири роки увійшов у ступор.
Тільки в 1987-му Columbia Records вдалося вмовити Моріса Вайта і Філіпа Бейлі реанімувати Earth, Wind And Fire. Реюніон відбувся за участі нового гітариста Шелдона Рейнольдса, а альбом «Touch The World» дав групі два хіти, «System Of Survival» і «Thinking Of You» (обидва були присутні як у денс-, так і в ритм-енд-блюзових чартах). У 1988-му група випустила збірку «The Best of Earth, Wind & Fire Vol II», а в 1990-му вийшов останній альбом на Columbia Records, «Heritage».
Протягом 90-х Earth, Wind And Fire випустили ще тільки два студійні альбоми, оскільки позначався вік музикантів та стан їх здоров'я. Проте, вдячна публіка не забувала своїх героїв. У 1995-му на Голлівудській Алеї Слави була закладена зірка EWF, а в 2000 році колектив був введений в Залу Слави Рок-н-Ролу. На початку нового тисячоліття Моріс Вайт на своєму лейблі «Kalimba Records» випустив пару альбомів своєї групи: «Live In Rio» (концертні записи 1980 року) і перший за шість років студійний альбом «The Promise». У 2005-му вийшла чергова робота, «Illumination», яка принесла групі кілька номінацій на Grammy в різних категоріях.
4 лютого 2016 у віці 74 роки уві сні від ускладнень хвороби Паркінсона у своєму будинку в Лос-Анджелесі помер засновник гурту Моріс Вайт.

## Склад
- Філіп Бейлі — вокал, конґа, ударні, калімба (1972—1984; з 1987)
- Вердін Вайт — бас, ударні, вокал (1970—1984; з 1987)
- Ральф Джонсон — ударні, вокал (1972—1984; з 1987)
- Б. Девід Уітворт — ударні, вокал (1996 — теперішній час)
- Майрон Мак-Кінлі — клавішні, музичний керівник (з 2001)
- Джон Париж — ударні, вокал (з 2001)
- Філіп Дорон Бейлі — вокал, ударні (з 2009)
- Морріс О'Коннор — лід-гітара, вокал (з 2008)
- Серг Димитріевич — ритм-гітара, вокал (з 2014)

## Дискографія
- Earth, Wind & Fire (1971)
- The Need of Love (1971)
- Last Days and Time (1972)
- Head to the Sky (1973)
- Open Our Eyes (1974)
- That's the Way of the World (1975)
- Gratitude (1975)
- Spirit (1976)
- All 'n All (1977)
- The Best of Earth, Wind & Fire, Vol. 1 (1978)
- I Am (1979)
- Faces (1980)
- Raise! (1981)
- Powerlight (1983)
- Electric Universe (1983)
- Touch the World (1987)
- The Best of Earth, Wind & Fire Vol II (1988)
- Heritage (1990)
- Millennium (1993)
- In the Name of Love (1997)
- The Promise (2003)
- Illumination (2005)
- Now, Then & Forever (2013)
- Holiday (2014)